# Campionato mondiale di Formula 1 1951
Il campionato mondiale di Formula 1 1951 organizzato dalla FIA è stato, nella storia della categoria, il 2° ad assegnare il campionato piloti. È iniziato il 27 maggio ed è terminato il 28 ottobre, dopo 8 gare. Il titolo mondiale piloti è stato vinto da Juan Manuel Fangio.

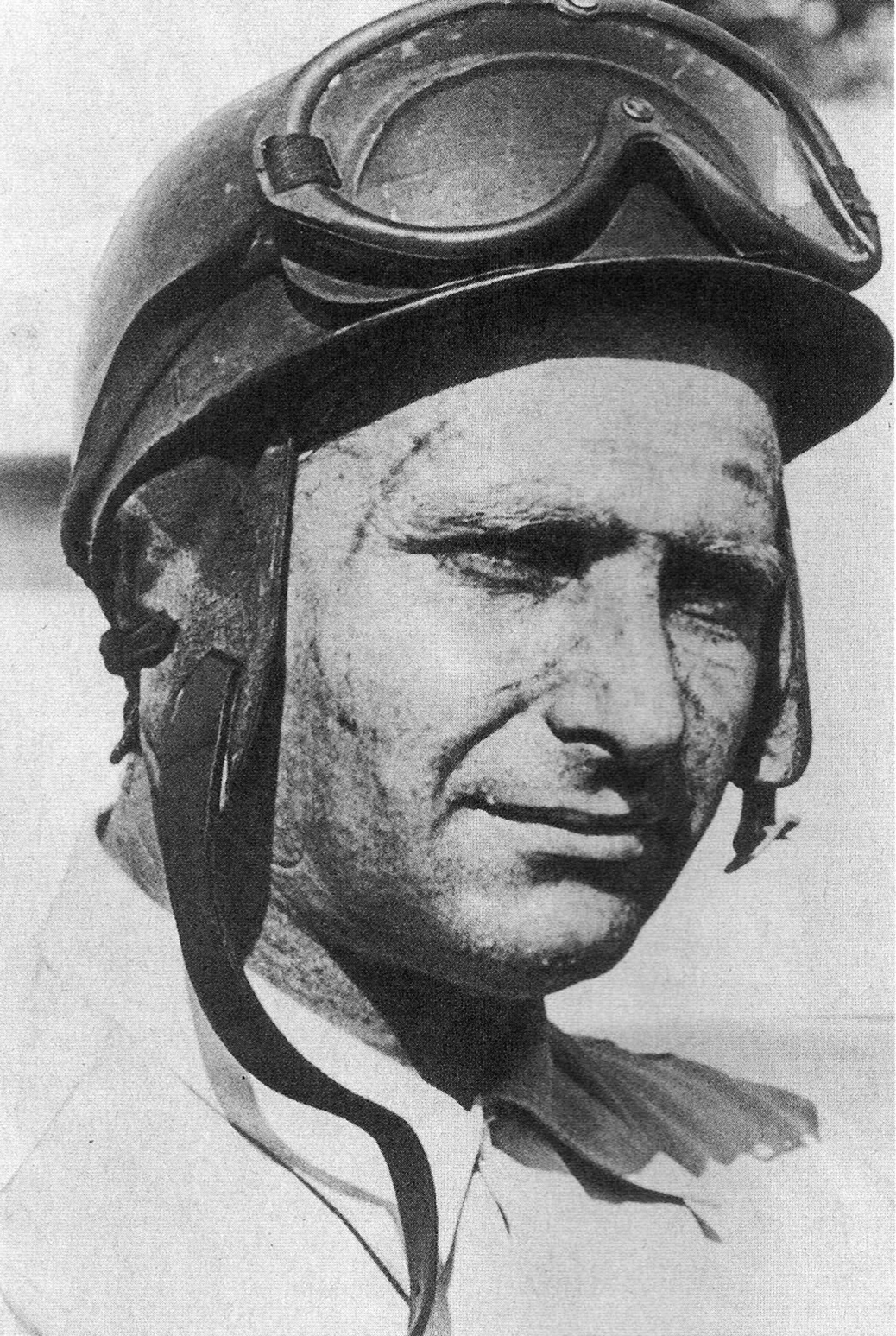
Juan Manuel Fangio, vincitore del primo dei suoi cinque campionati del mondo piloti

## Il calendario
| Gara | Nome ufficiale del Gran Premio | Circuito                      | Sede        | Data         | Ora Locale | Diretta TV |
| ---- | ------------------------------ | ----------------------------- | ----------- | ------------ | ---------- | ---------- |
| 1    | Swiss Grand Prix               | Circuito di Bremgarten        | Berna       | 27 maggio    | -          | -          |
| 2    | Indianapolis 500               | Indianapolis Motor Speedway   | Speedway    | 30 maggio    | -          | -          |
| 3    | Belgian Grand Prix             | Circuito di Spa-Francorchamps | Stavelot    | 17 giugno    | -          | -          |
| 4    | French Grand Prix              | Circuito di Reims             | Gueux       | 1º luglio    | -          | -          |
| 5    | British Grand Prix             | Circuito di Silverstone       | Silverstone | 14 luglio    | -          | -          |
| 6    | German Grand Prix              | Nürburgring                   | Nürburg     | 29 luglio    | -          | -          |
| 7    | Gran Premio d'Italia           | Autodromo nazionale di Monza  | Monza       | 16 settembre | -          | -          |
| 8    | Gran Premio di Spagna          | Circuito di Pedralbes         | Barcellona  | 28 ottobre   | -          | -          |

## Riassunto della stagione
Il 1951 è un anno importante nella storia della Formula 1, sia dal punto di vista sportivo, sia dal punto di vista tecnico. Vede, infatti, Juan Manuel Fangio conquistare il suo 1º titolo mondiale, segna il ritiro dalle corse della Alfa Romeo, dominatrice dei Gran Premi del dopo guerra, ed assiste alla prima vittoria della Ferrari in un Gran Premio di Formula 1, nel Gran Premio di Gran Bretagna, sul Circuito di Silverstone, il 14 luglio del 1951. Proprio questo è l'aspetto tecnico, oltre che sportivo, più interessante, perché Enzo Ferrari, che aveva già intuito nell'anno precedente che i motori compressi avevano già dato tutto quello che potevano, schiera, in questa annata, una vettura aspirata da 4.500 cm³, che, si aggiudica 3 gare, e che solo all'ultimo Gran Premio, quello di Spagna, del 28 ottobre 1951, deve dare via libera all'Alfa Romeo 159, a seguito di un errore nella scelta delle gomme. Ma la fine sportiva dei motori compressi, è segnata, e se ne rende conto anche la Commissione Sportiva Internazionale, che, nell'intento di ridare interesse ad una competizione che, dopo il ritiro dell'Alfa Romeo rischiava di diventare un noioso monologo della Ferrari, con una difficile quanto azzeccata decisione, decide che nel biennio successivo (1952 e 1953) corrano, in Formula 1, le vetture di Formula 2, che potranno montare, o un motore di 2.000 cm³ senza compressore, o un motore di 500 cm³ con compressore.
Perso il titolo del 1950 all'ultima gara, Juan Manuel Fangio si "vendica" e conquista il suo primo titolo mondiale. Nelle prime tre gare, escludendo la 500 miglia di Indianapolis, vincono sempre le Alfa Romeo, Fangio vince in Svizzera (prima gara stagionale), Farina nel Gran Premio del Belgio mentre in Francia vince la coppia Fangio-Fagioli. Dopo queste tre gare si assiste a un incredibile miglioramento delle Ferrari. Inizia con José Froilán González staccando Fangio di soli 51". È la prima vittoria per la Ferrari in Formula 1. Vittoria Ferrari anche nella gara successiva, ma stavolta con l'italiano Alberto Ascari, che si ripeterà anche nella gara successiva a Monza, penultima gara di questo secondo campionato del mondo di Formula 1. Si arriva quindi a Pedralbes, in Spagna, con Ascari che ha buone probabilità di vincere il titolo mondiale, soprattutto dopo aver conquistato la pole position. Purtroppo la strategia si rivelerà sbagliata, colpa dell'eccessivo consumo delle gomme, e Fangio coglie al volo l'occasione vincendo gara e titolo. Da segnalare che in questa stagione avvenne il debutto di Stirling Moss, pilota che si rivelerà molto forte in futuro.

## Innovazione tecnologica
Il 14 giugno 1951 debuttò in Formula 1 la BRM. La British Racing Motors fondata da Raymond Mays, decise di entrare in Formula 1, creando una vettura originale a sedici cilindri. Prima di partecipare alla gara inglese, partecipò a gare non valide per il titolo dando dimostrazione di scarsa affidabilità. A Silverstone le BRM arrivarono al quinto e settimo posto senza brillare. A Monza addirittura non si qualificarono. Dalla metà degli anni '50 si affidò ad Alfred Owen che costruirà la leggenda di una delle Case più importanti della storia.

## Scuderie e piloti
| Partecipante               | Costruttore        | Telaio  | Motore                   | Gomme | Piloti                     | GP           |
| -------------------------- | ------------------ | ------- | ------------------------ | ----- | -------------------------- | ------------ |
| Ecurie Belge               | Talbot-Lago-Talbot | T26C    | Talbot 23CV 4.5 L6       | D     | Johnny Claes               | 1, 3–8       |
| Philippe Étancelin         | Talbot-Lago-Talbot | T26C    | Talbot 23CV 4.5 L6       | D     | Philippe Étancelin         | 1, 3–4, 6, 8 |
| Yves Giraud-Cabantous      | Talbot-Lago-Talbot | T26C    | Talbot 23CV 4.5 L6       | D     | Yves Giraud-Cabantous      | 1, 3–4, 6–8  |
| Yves Giraud-Cabantous      | Talbot-Lago-Talbot | T26C    | Talbot 23CV 4.5 L6       | D     | Guy Mairesse               | 1, 4         |
| Ecurie Rosier              | Talbot-Lago-Talbot | T26C    | Talbot 23CV 4.5 L6       | D     | Louis Rosier               | 1, 3–8       |
| Ecurie Rosier              | Talbot-Lago-Talbot | T26C    | Talbot 23CV 4.5 L6       | D     | Henri Louveau              | 1            |
| Ecurie Rosier              | Talbot-Lago-Talbot | T26C    | Talbot 23CV 4.5 L6       | D     | Louis Chiron               | 3–8          |
| HW Motors                  | HWM-Alta           | 51      | Alta F2 2.0 L4           | D     | George Abecassis           | 1            |
| HW Motors                  | HWM-Alta           | 51      | Alta F2 2.0 L4           | D     | Stirling Moss              | 1            |
| Scuderia Ferrari           | Ferrari            | 375     | Ferrari 375 4.5 V12 60°  | P E   | Luigi Villoresi            | 1, 3–8       |
| Scuderia Ferrari           | Ferrari            | 375     | Ferrari 375 4.5 V12 60°  | P E   | Alberto Ascari             | 1, 3–8       |
| Scuderia Ferrari           | Ferrari            | 375     | Ferrari 375 4.5 V12 60°  | P E   | Piero Taruffi              | 1, 3, 6–8    |
| Scuderia Ferrari           | Ferrari            | 375     | Ferrari 375 4.5 V12 60°  | P E   | José Froilán González      | 4–8          |
| Alfa Romeo SpA             | Alfa Romeo         | 159     | Alfa Romeo 158 1.5 L8c   | P     | Nino Farina                | 1, 3–8       |
| Alfa Romeo SpA             | Alfa Romeo         | 159     | Alfa Romeo 158 1.5 L8c   | P     | Juan Manuel Fangio         | 1, 3–8       |
| Alfa Romeo SpA             | Alfa Romeo         | 159     | Alfa Romeo 158 1.5 L8c   | P     | Toulo de Graffenried       | 1, 7–8       |
| Alfa Romeo SpA             | Alfa Romeo         | 159     | Alfa Romeo 158 1.5 L8c   | P     | Consalvo Sanesi            | 1, 3–5       |
| Alfa Romeo SpA             | Alfa Romeo         | 159     | Alfa Romeo 158 1.5 L8c   | P     | Luigi Fagioli              | 4            |
| Alfa Romeo SpA             | Alfa Romeo         | 159     | Alfa Romeo 158 1.5 L8c   | P     | Felice Bonetto             | 5–8          |
| Alfa Romeo SpA             | Alfa Romeo         | 159     | Alfa Romeo 158 1.5 L8c   | P     | Paul Pietsch               | 6            |
| Scuderia Enrico Platé      | Maserati           | 4CLT/48 | Maserati 4CLT 1.5 L4c    | P     | Louis Chiron               | 1            |
| Scuderia Enrico Platé      | Maserati           | 4CLT/48 | Maserati 4CLT 1.5 L4c    | P     | Harry Schell               | 1, 4         |
| Scuderia Enrico Platé      | Maserati           | 4CLT/48 | Maserati 4CLT 1.5 L4c    | P     | Toulo de Graffenried       | 4, 6         |
| Scuderia Enrico Platé      | Maserati           | 4CLT/48 | Maserati 4CLT 1.5 L4c    | P     | Paul Pietsch               | 6            |
| José Froilán González      | Talbot-Lago-Talbot | T26C    | Talbot 23CV 4.5 L6       | D     | José Froilán González      | 1            |
| Ecurie Espadon             | Ferrari            | 212     | Ferrari 212 2.5 V12 60°  | P     | Rudi Fischer               | 1, 6–7       |
| Ecurie Espadon             | Veritas            | Meteor  | Veritas 2.0 L6           | P     | Peter Hirt                 | 1            |
| Ecurie Belgique            | Talbot-Lago-Talbot | T26C    | Talbot 23CV 4.5 L6       | D     | André Pilette              | 3            |
| Ecurie Belgique            | Talbot-Lago-Talbot | T26C    | Talbot 23CV 4.5 L6       | D     | Jacques Swaters            | 6–7          |
| Pierre Levegh              | Talbot-Lago-Talbot | T26C    | Talbot 23CV 4.5 L6       | D     | Pierre Levegh              | 3, 6–7       |
| GA Vandervell              | Ferrari            | 375 tw  | Ferrari 375 4.5 V12 60°  | P     | Reg Parnell                | 4            |
| GA Vandervell              | Ferrari            | 375 tw  | Ferrari 375 4.5 V12 60°  | P     | Peter Whitehead            | 5            |
| Equipe Gordini             | Simca-Gordini      | T15 T11 | Gordini 15C 1.5 L4c      | E     | Robert Manzon              | 4, 6–8       |
| Equipe Gordini             | Simca-Gordini      | T15 T11 | Gordini 15C 1.5 L4c      | E     | Maurice Trintignant        | 4, 6–8       |
| Equipe Gordini             | Simca-Gordini      | T15 T11 | Gordini 15C 1.5 L4c      | E     | André Simon                | 4, 6–8       |
| Equipe Gordini             | Simca-Gordini      | T15 T11 | Gordini 15C 1.5 L4c      | E     | Aldo Gordini               | 4            |
| Equipe Gordini             | Simca-Gordini      | T15 T11 | Gordini 15C 1.5 L4c      | E     | Jean Behra                 | 7            |
| Eugène Chaboud             | Talbot-Lago-Talbot | T26C-GS | Talbot 23CV 4.5 L6       | D     | Eugène Chaboud             | 4            |
| Scuderia Milano            | Maserati-Milano    | 4CLT/50 | Milano 1.5 L4            | P     | Onofre Marimón             | 4            |
| Scuderia Milano            | Maserati           | 4CLT/48 | Maserati 4CL 1.5 L4c     | P     | Paco Godia                 | 8            |
| Scuderia Milano            | Maserati           | 4CLT/48 | Maserati 4CL 1.5 L4c     | P     | Juan Jover                 | 8            |
| Joe Kelly                  | Alta               | GP      | Alta 1.5 L4c             | D     | Joe Kelly                  | 5            |
| BRM Ltd                    | BRM                | P15     | BRM V16 1.5 V16c 135°    | D     | Reg Parnell                | 5, 7         |
| BRM Ltd                    | BRM                | P15     | BRM V16 1.5 V16c 135°    | D     | Peter Walker               | 5            |
| BRM Ltd                    | BRM                | P15     | BRM V16 1.5 V16c 135°    | D     | Ken Richardson             | 7            |
| BRM Ltd                    | BRM                | P15     | BRM V16 1.5 V16c 135°    | D     | Hans Stuck                 | 7            |
| Bob Gerard                 | ERA                | B       | ERA 1.5 L6c              | D     | Bob Gerard                 | 5            |
| Brian Shawe-Taylor         | ERA                | B       | ERA 1.5 L6c              | D     | Brian Shawe-Taylor         | 5            |
| Scuderia Ambrosiana        | Maserati           | 4CLT/48 | Maserati 4CLT 1.5 L4c    | D     | David Murray               | 5–6          |
| John James                 | Maserati           | 4CLT/48 | Maserati 4CLT 1.5 L4c    | D     | John James                 | 5            |
| Philip Fotheringham-Parker | Maserati           | 4CL     | Maserati 4CLT 1.5 L4c    | D     | Philip Fotheringham-Parker | 5            |
| Duncan Hamilton            | Talbot-Lago-Talbot | T26C    | Talbot 23CV 4.5 L6       | D     | Duncan Hamilton            | 5–6          |
| Antonio Branca             | Maserati           | 4CLT/48 | Maserati 4CLT 1.5 L4c    | P     | Toni Branca                | 6            |
| Francisco Landi            | Ferrari            | 375     | Ferrari 375 4.5 V12 60°  | P     | Chico Landi                | 7            |
| Peter Whitehead            | Ferrari            | 125     | Ferrari 125 1.5 V12c 60° | D     | Peter Whitehead            | 1, 7         |
| Automobili OSCA            | OSCA               | 4500G   | OSCA 4500 4.5 V12 60°    | P     | Franco Rol                 | 7            |
| Birabongse Bhanudej        | Maserati-OSCA      | 4CLT/48 | OSCA 4500 4.5 V12 60°    | P     | Birabongse Bhanudej        | 8            |
| Georges Grignard           | Talbot-Lago-Talbot | T26C    | Talbot 23CV 4.5 L6       | D     | Georges Grignard           | 8            |

## Risultati

### Gare del Campionato Mondiale
| Nº | Gran Premio                  | Circuito      | Pole position         | Giro veloce        | Pilota vincitore                 | Costruttore              | Resoconto |
| -- | ---------------------------- | ------------- | --------------------- | ------------------ | -------------------------------- | ------------------------ | --------- |
| 1  | Gran Premio di Svizzera      | Berna         | Juan Manuel Fangio    | Juan Manuel Fangio | Juan Manuel Fangio               | Alfa Romeo               | Resoconto |
| 2  | 500 Miglia di Indianapolis   | Indianapolis  | Duke Nalon            | Lee Wallard        | Lee Wallard                      | Kurtis Kraft-Offenhauser | Resoconto |
| 3  | Gran Premio del Belgio       | Francorchamps | Juan Manuel Fangio    | Juan Manuel Fangio | Nino Farina                      | Alfa Romeo               | Resoconto |
| 4  | Gran Premio di Francia       | Reims         | Juan Manuel Fangio    | Juan Manuel Fangio | Luigi Fagioli Juan Manuel Fangio | Alfa Romeo               | Resoconto |
| 5  | Gran Premio di Gran Bretagna | Silverstone   | José Froilán González | Nino Farina        | José Froilán González            | Ferrari                  | Resoconto |
| 6  | Gran Premio di Germania      | Nürburgring   | Alberto Ascari        | Juan Manuel Fangio | Alberto Ascari                   | Ferrari                  | Resoconto |
| 7  | Gran Premio d'Italia         | Monza         | Juan Manuel Fangio    | Nino Farina        | Alberto Ascari                   | Ferrari                  | Resoconto |
| 8  | Gran Premio di Spagna        | Pedralbes     | Alberto Ascari        | Juan Manuel Fangio | Juan Manuel Fangio               | Alfa Romeo               | Resoconto |

### Gare non valide per il Campionato Mondiale
Nel 1951 sono state disputate anche 14 gare di Formula 1 non valide per il Campionato Mondiale.
| Nome                           | Circuito         | Data         | Vincitore                  | Costruttore   | Resoconto |
| ------------------------------ | ---------------- | ------------ | -------------------------- | ------------- | --------- |
| I Gran Premio di Siracusa      | Siracusa         | 11 marzo     | Luigi Villoresi            | Ferrari       | Resoconto |
| XII Grand Prix de Pau          | Pau              | 26 marzo     | Luigi Villoresi            | Ferrari       | Resoconto |
| III Richmond Trophy            | Goodwood         | 26 marzo     | B. Bira                    | Maserati      | Resoconto |
| VI Gran Premio di San Remo     | Ospedaletti      | 22 aprile    | Alberto Ascari             | Ferrari       | Resoconto |
| I Grand Prix de Bordeaux       | Bordeaux         | 29 aprile    | Louis Rosier               | Talbot-Lago   | Resoconto |
| III BRDC International Trophy  | Silverstone      | 5 maggio     | Reg Parnell                | Ferrari       | Resoconto |
| V Grand Prix de Paris          | Bois de Boulogne | 20 maggio    | Nino Farina                | Maserati      | Resoconto |
| V Ulster Trophy                | Dundrod          | 2 giugno     | Nino Farina                | Alfa Romeo    | Resoconto |
| I Scottish Grand Prix          | Winfield         | 21 giugno    | Philip Fotheringham-Parker | Maserati      | Resoconto |
| II Grote Prijs van Nederland   | Zandvoort        | 22 luglio    | Louis Rosier               | Talbot-Lago   | Resoconto |
| XIII Grand Prix de l'Albigeois | Albi             | 5 agosto     | Maurice Trintignant        | SIMCA-Gordini | Resoconto |
| XX Circuito di Pescara         | Pescara          | 15 agosto    | José Froilán González      | Ferrari       | Resoconto |
| V Gran Premio di Bari          | Bari             | 2 settembre  | Juan Manuel Fangio         | Alfa Romeo    | Resoconto |
| IV Goodwood Trophy             | Goodwood         | 29 settembre | Nino Farina                | Alfa Romeo    | Resoconto |

## Classifica

### Classifica piloti
Il sistema di punteggio prevedeva l'attribuzione ai primi cinque classificati rispettivamente di 8, 6, 4, 3 e 2 punti; un punto aggiuntivo veniva assegnato al detentore del giro più veloce. I punti venivano divisi equamente tra i piloti alla guida di una vettura condivisa; in questi casi il piazzamento a punti è indicato con il simbolo ‡ in tabella. Per la classifica finale valevano i migliori quattro risultati; nella colonna Punti sono indicati i punti effettivamente validi per il campionato, tra parentesi i punti totali conquistati.
| Pos. | Pilota                     |     |     |     |     |     |     |     |     | Punti   |
| ---- | -------------------------- | --- | --- | --- | --- | --- | --- | --- | --- | ------- |
| 1    | Juan Manuel Fangio         | 1   |     | 9   | 1‡  | 2   | 2   | Rit | 1   | 31 (37) |
| 2    | Alberto Ascari             | 6   |     | 2   | 2‡  | Rit | 1   | 1   | 4   | 25 (28) |
| 3    | José Froilán González      | Rit |     |     | 2‡  | 1   | 3   | 2   | 2   | 24 (27) |
| 4    | Nino Farina                | 3   |     | 1   | 5   | Rit | Rit | 3‡  | 3   | 19 (22) |
| 5    | Luigi Villoresi            | Rit |     | 3   | 3   | 3   | 4   | 4   | Rit | 15 (18) |
| 6    | Piero Taruffi              | 2   |     | Rit |     |     | 5   | 5   | Rit | 10      |
| 7    | Lee Wallard                |     | 1   |     |     |     |     |     |     | 9       |
| 8    | Felice Bonetto             |     |     |     |     | 4   | Rit | 3‡  | 5   | 7       |
| 9    | Mike Nazaruk               |     | 2   |     |     |     |     |     |     | 6       |
| 10   | Reg Parnell                |     |     |     | 4   | 5   |     | NP  |     | 5       |
| 11   | Luigi Fagioli              |     |     |     | 1‡  |     |     |     |     | 4       |
| 12   | Consalvo Sanesi            | 4   |     | Rit | 10  | 6   |     |     |     | 3       |
| =    | Louis Rosier               | 9   |     | 4   | Rit | 10  | 8   | 7   | 7   | 3       |
| =    | Andy Linden                |     | 4   |     |     |     |     |     |     | 3       |
| 15   | Manny Ayulo                |     | 3‡  |     |     |     |     |     |     | 2       |
| =    | Jack McGrath               |     | 3‡  |     |     |     |     |     |     | 2       |
| =    | Toulo de Graffenried       | 5   |     |     | Rit |     | Rit | Rit | 6   | 2       |
| =    | Yves Giraud-Cabantous      | Rit |     | 5   | 7   |     | Rit | 8   | Rit | 2       |
| =    | Bobby Ball                 |     | 5   |     |     |     |     |     |     | 2       |
| –    | Louis Chiron               | 7   |     | Rit | 6   | Rit | Rit | Rit | Rit | 0       |
| –    | Rudi Fischer               | 11  |     |     |     |     | 6   | NP  |     | 0       |
| –    | André Simon                |     |     |     | Rit |     | Rit | 6   | Rit | 0       |
| –    | Henry Banks                |     | 6   |     |     |     |     |     |     | 0       |
| –    | André Pilette              |     |     | 6   |     |     |     |     |     | 0       |
| –    | Robert Manzon              |     |     |     | Rit |     | 7   | Rit | 9   | 0       |
| –    | Johnny Claes               | 13  |     | 7   | Rit | 13  | 11  | Rit | Rit | 0       |
| –    | Carl Forberg               |     | 7   |     |     |     |     |     |     | 0       |
| –    | Peter Walker               |     |     |     |     | 7   |     |     |     | 0       |
| –    | Pierre Levegh              |     |     | 8   |     |     | 9   | Rit |     | 0       |
| –    | Philippe Étancelin         | 10  |     | Rit | Rit |     | Rit |     | 8   | 0       |
| –    | Stirling Moss              | 8   |     |     |     |     |     |     |     | 0       |
| –    | Duane Carter               |     | 8   |     |     |     |     |     |     | 0       |
| –    | Eugène Chaboud             |     |     |     | 8   |     |     |     |     | 0       |
| –    | Brian Shawe Taylor         |     |     |     | NP  | 8   |     |     |     | 0       |
| –    | Guy Mairesse               | 14  |     |     | 9   |     |     |     |     | 0       |
| –    | Peter Whitehead            | Rit |     |     | Rit | 9   |     | Rit |     | 0       |
| –    | Franco Rol                 |     |     |     |     |     |     | 9   |     | 0       |
| –    | Jacques Swaters            |     |     |     |     |     | 10  | Rit |     | 0       |
| –    | Paco Godia                 |     |     |     |     |     |     |     | 10  | 0       |
| –    | Bob Gerard                 |     |     |     |     | 11  |     |     |     | 0       |
| –    | Harry Schell               | 12  |     |     | Rit |     |     |     |     | 0       |
| –    | Duncan Hamilton            |     |     |     |     | 12  | Rit |     |     | 0       |
| –    | Joe Kelly                  |     |     |     |     | NC  |     |     |     | 0       |
| –    | Maurice Trintignant        |     |     |     | Rit |     | Rit | Rit | Rit | 0       |
| –    | Henri Louveau              | Rit |     |     |     |     |     |     |     | 0       |
| –    | George Abecassis           | Rit |     |     |     |     |     |     |     | 0       |
| –    | Peter Hirt                 | Rit |     |     |     |     |     |     |     | 0       |
| –    | Tony Bettenhausen          |     | Rit |     |     |     |     |     |     | 0       |
| –    | Duke Nalon                 |     | Rit |     |     |     |     |     |     | 0       |
| –    | Gene Force                 |     | Rit |     |     |     |     |     |     | 0       |
| –    | Sam Hanks                  |     | Rit |     |     |     |     |     |     | 0       |
| –    | Bill Schindler             |     | Rit |     |     |     |     |     |     | 0       |
| –    | Mauri Rose                 |     | Rit |     |     |     |     |     |     | 0       |
| –    | Walt Faulkner              |     | Rit |     |     |     |     |     |     | 0       |
| –    | Jimmy Davies               |     | Rit |     |     |     |     |     |     | 0       |
| –    | Fred Agabashian            |     | Rit |     |     |     |     |     |     | 0       |
| –    | Carl Scarborough           |     | Rit |     |     |     |     |     |     | 0       |
| –    | Bill Mackey                |     | Rit |     |     |     |     |     |     | 0       |
| –    | Chuck Stevenson            |     | Rit |     |     |     |     |     |     | 0       |
| –    | Johnnie Parsons            |     | Rit |     |     |     |     |     |     | 0       |
| –    | Cecil Green                |     | Rit |     |     |     |     |     |     | 0       |
| –    | Troy Ruttman               |     | Rit |     |     |     |     |     |     | 0       |
| –    | Duke Dinsmore              |     | Rit |     |     |     |     |     |     | 0       |
| –    | Chet Miller                |     | Rit |     |     |     |     |     |     | 0       |
| –    | Walt Brown                 |     | Rit |     |     |     |     |     |     | 0       |
| –    | Rodger Ward                |     | Rit |     |     |     |     |     |     | 0       |
| –    | Cliff Griffith             |     | Rit |     |     |     |     |     |     | 0       |
| –    | Bill Vukovich              |     | Rit |     |     |     |     |     |     | 0       |
| –    | George Connor              |     | Rit |     |     |     |     |     |     | 0       |
| –    | Mack Hellings              |     | Rit |     |     |     |     |     |     | 0       |
| –    | Johnny McDowell            |     | Rit |     |     |     |     |     |     | 0       |
| –    | Joe James                  |     | Rit |     |     |     |     |     |     | 0       |
| –    | Aldo Gordini               |     |     |     | Rit |     |     |     |     | 0       |
| –    | Onofre Marimón             |     |     |     | Rit |     |     |     |     | 0       |
| –    | Philip Fotheringham-Parker |     |     |     |     | Rit |     |     |     | 0       |
| –    | David Murray               |     |     |     |     | Rit |     |     |     | 0       |
| –    | John James                 |     |     |     |     | Rit |     |     |     | 0       |
| –    | Paul Pietsch               |     |     |     |     |     | Rit |     |     | 0       |
| –    | Toni Branca                |     |     |     |     |     | Rit |     |     | 0       |
| –    | Chico Landi                |     |     |     |     |     |     | Rit |     | 0       |
| –    | Georges Grignard           |     |     |     |     |     |     |     | Rit | 0       |
| –    | Prince Bira                |     |     |     |     |     |     |     | Rit | 0       |
| –    | Ken Richardson             |     |     |     |     |     |     | NP  |     | 0       |
| –    | Juan Jover                 |     |     |     |     |     |     |     | NP  | 0       |
| –    | Paul Russo                 |     | NQ  |     |     |     |     |     |     | 0       |
| –    | Jerry Hoyt                 |     | NQ  |     |     |     |     |     |     | 0       |
| –    | Jackie Holmes              |     | NQ  |     |     |     |     |     |     | 0       |
| –    | George Fonder              |     | NQ  |     |     |     |     |     |     | 0       |
| –    | Jimmy Daywalt              |     | NQ  |     |     |     |     |     |     | 0       |
| –    | Johnnie Tolan              |     | NQ  |     |     |     |     |     |     | 0       |
| –    | Frank Armi                 |     | NQ  |     |     |     |     |     |     | 0       |
| –    | George Lynch               |     | NQ  |     |     |     |     |     |     | 0       |
| –    | Bob Sweikert               |     | NQ  |     |     |     |     |     |     | 0       |
| –    | Mike Salay                 |     | NQ  |     |     |     |     |     |     | 0       |
| –    | Bill Boyd                  |     | NQ  |     |     |     |     |     |     | 0       |
| –    | Bayliss Levrett            |     | NQ  |     |     |     |     |     |     | 0       |
| –    | Joe Barzda                 |     | NQ  |     |     |     |     |     |     | 0       |
| –    | Bud Sennet                 |     | NQ  |     |     |     |     |     |     | 0       |
| –    | Kenny Eaton                |     | NQ  |     |     |     |     |     |     | 0       |
| –    | Gordon Reid                |     | NQ  |     |     |     |     |     |     | 0       |
| –    | Jimmy Bryan                |     | NQ  |     |     |     |     |     |     | 0       |
| –    | Leroy Warriner             |     | NQ  |     |     |     |     |     |     | 0       |
| –    | Doc Shanebrook             |     | NQ  |     |     |     |     |     |     | 0       |
| –    | Ray Knepper                |     | NQ  |     |     |     |     |     |     | 0       |
| Pos. | Pilota                     |     |     |     |     |     |     |     |     | Punti   |

| Legenda | 1º posto     | 2º posto | 3º posto    | A punti         | Senza punti/Non class.  | Grassetto – Pole position Corsivo – Giro più veloce |
| Legenda | Squalificato | Ritirato | Non partito | Non qualificato | Solo prove/Terzo pilota | Grassetto – Pole position Corsivo – Giro più veloce |